# ریخت نرمال
در نظریه رسته‌ها و کاربردهایش در ریاضیات، تکریختی نرمال (Normal Monomorphism) یا بروریختی هم-نرمال (Conormal Epimorphism)، نوع خوش-رفتار به‌خصوصی از ریخت‌ها است. رسته نرمال (Normal Category)، رسته‌ای است که هر تکریختی آن نرمال باشد. رسته هم‌نرمال، رسته‌ای هست که در آن هر بروریختی هم-نرمال باشد.

## تعریف
یک تکریختی نرمال است اگر هسته یک ریخت بوده و یک بروریختی هم‌نرمال است اگر هم‌هسته‌ای از یک ریخت باشد.